# Niet-Winkeldag

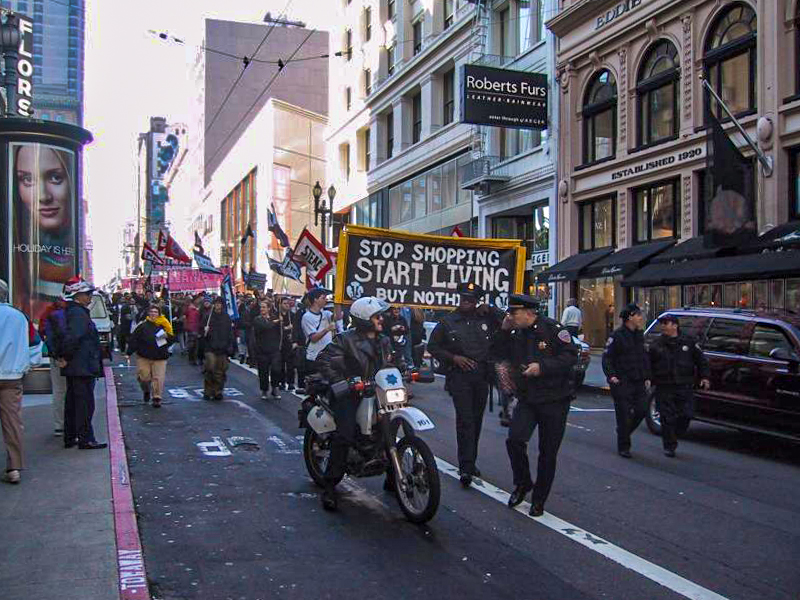
Actie tijdens de Niet-Winkeldag in San Francisco.

De Niet-Winkeldag (ook wel genoemd: "Koop Niets Dag") is een actiedag waarin opgeroepen wordt een dag niets te kopen uit protest tegen de cultuur van "meer-meer-meer". Het is een internationale protestdag tegen de Westerse consumptiecultuur, waarbij gepleit wordt voor bezinning over de gevolgen van de overconsumptie. De dag heeft in de ca. vijftien landen waar hij jaarlijks op een bepaalde dag wordt gehouden tot op heden vooral een symbolisch karakter: de hoofddoelstelling is om de Westerse consumenten bewust te maken van de gevolgen van hun consumptiepatroon.
De Canadees Ted Dave riep in 1992 de eerste "Buy Nothing Day" (Koop Niets Dag) uit. In 1993 werd op deze dag ook actie gevoerd in de Verenigde Staten, Engeland en Ierland. In 1995 werd de actie geïntroduceerd in Nederland. In de jaren daarna werd de actie ook gevoerd in Australië, Nieuw-Zeeland, Japan, Zweden, België, Noorwegen, Duitsland, Finland, Polen en Slovenië. 
Op Niet-Winkeldag wordt de ongelijkheid in de verdeling van de rijkdom op de wereld aan de orde gesteld. Nog steeds kan maar een klein gedeelte van de wereldbevolking zich veroorloven alles te kopen wat men wil. Die "welvaart" heeft een keerzijde: honger en armoede in grote delen van de wereld. Ook binnen de zogenaamde "rijke landen" is de welvaart nog zeer ongelijk verdeeld.

De tweede zaak die op Niet-Winkeldag aandacht krijgt is dat de ongebreidelde consumptie in de Westerse wereld zeer nadelige gevolgen voor het milieu heeft. De gigantische vervuiling die veroorzaakt wordt door de productie en het verbruik van consumptiegoederen en door het afval dat ontstaat als ze worden weggeworpen is daarin maar één aspect. Daarnaast moeten  het ruimtebeslag en de uitputting van natuurlijke hulpbronnen als gevolg van deze consumptie genoemd worden. 
In Nederland wordt de jaarlijkse Niet-Winkeldag ondersteund door Omslag, werkplaats voor duurzame ontwikkeling.
De Niet-Winkeldag in Nederland en België wordt in de laatste jaren steeds gehouden op de laatste zaterdag van november. In Nederland werd in 2008 in minstens 10 steden actie gevoerd. In sommige steden werd samengewerkt met de weggeefwinkels. Het effect op het winkelend publiek was verwaarloosbaar: op 29 november 2008 werd het hoogste aantal pinbetalingen tot dan toe gedaan.
In het Belgische Geel ging een actiegroep met een ziekenhuisbed door de winkelstraten, waarin iemand lag met een bordje dat hij aan de koopziekte leed.

## Verwante onderwerpen
- Het Uur der Aarde
- Buy Nothing New-Maand
- Consuminderen
- Nederlandse (inter)nationale themadagen en -weken
- Themajaar
- Evenement